# Обида (мультфильм, 2013)
«Обида» — дебютный мультипликационный фильм-притча российского аниматора Анны Будановой, имевший большой успех на фестивалях в России и за рубежом, получив в итоге 14 наград.

## Сюжет
Старушка вспоминает свою жизнь, состоящую из сплошных неудач и обид: в детстве ей не досталась на ёлке игрушка, в юности она была склонна к полноте, поэтому парни предпочитали других девушек, позже личная жизнь также не складывалась. Параллельно растёт её обида: клубок проблем, персонифицированный тёмный монстр, которого главная героиня заботливо нянчит, вместо того, чтобы решать свои насущные проблемы. Годы идут, обида растёт и растёт, в один момент затмевая всё.

## Награды
- Лучший сценарий — Abu Dhabi Film Festival 2013
- Лучший короткий метр — Annecy International Animated Film Festival 2013
- Специальный приз — Hiroshima International Animation Festival 2014[3]
- Лучший дебют — КРОК 2014
- Лучший мультипликат — Суздальфест-2013
- Приз «Кентавр» на фестивале «Послание к человеку» 2013[1]
- Номинация — «Ника» 2014